# Bernon de Reichenau
Pour les articles homonymes, voir Bernon.
Bernon de Reichenau (vers 978 - 7 juin 1048) fut abbé de Reichenau à l'initiative de Henri II du Saint-Empire, de 1008 à sa mort. Il révisa la liturgie grégorienne.